# Christoffer Faarup
Christoffer Trentemøller Faarup (Aarhus, 28 dicembre 1992) è un ex sciatore alpino danese.

## Biografia
Specialista delle prove veloci attivo dal novembre del 2007, Faarup ha esordito in Coppa Europa il 27 novembre 2010 a Trysil in slalom gigante, senza completare la prova, ai Campionati mondiali a Garmisch-Partenkirchen 2011, dove non ha completato il supergigante, e in Coppa del Mondo il 13 marzo 2011 a Kvitfjell in supergigante (51º).
Ai Mondiali di Schladming 2013 si è piazzato 37º nella discesa libera, 56º nel supergigante, 51º nello slalom gigante e non ha terminato lo slalom speciale e la supercombinata; l'anno dopo ha esordito ai Giochi olimpici invernali e a Soči 2014 è stato 37º nella discesa libera, 46º nel supergigante e 34º nella supercombinata. L'11 marzo dello stesso anno ha ottenuto a Kvitfjell in supergigante il miglior piazzamento in Coppa del Mondo (36º).
Ai Mondiali di Vail/Beaver Creek 2015 è stato 38º nella discesa libera, 40º nel supergigante e 31º nella combinata, mentre nella successiva rassegna iridata di Sankt Moritz 2017 è stato 30º nella discesa libera, 27º nel supergigante e 26º nella combinata. Ai XXIII Giochi olimpici invernali di Pyeongchang 2018, sua ultima presenza olimpica, è stato 36º nella discesa libera, 32º nel supergigante e 30º nella combinata; l'anno dopo ai Mondiali di Åre 2019, suo congedo iridato, è stato 22º nella discesa libera, 26º nel supergigante e non ha completato la combinata. Ha preso per l'ultima volta il via in Coppa del Mondo il 3 marzo dello stesso anno a Kvitfjell in supergigante (51º). La sua ultima gara in carriera è stata una discesa libera FIS disputata a Hafjell il 29 gennaio 2021.

## Palmarès

### Coppa Europa
- Miglior piazzamento in classifica generale: 43º nel 2017